# Бахчі
Бахчі́ (рос. Бахчи, башк. Баҡса) — присілок (в минулому селище) у складі Чишминського району Башкортостану, Росія. Входить до складу Алкінської сільської ради.
Населення — 88 осіб (2010; 68 в 2002).
Національний склад:
- татари — 87 %